# 모두들, 괜찮아요?
《모두들, 괜찮아요》는 CJ 엔터테인먼트에서 제작된, 대한민국의 코미디 영화이다. 2006년 3월 24일 봄에 개봉되었다.

## 줄거리
한 때 전도유망한 무용수였으나, 지금은 동네 무용학원 원장인 민경. 민경네 식구들은 애물단지다. 가출이 일과인 치매아버지 원조는 천진난만한 자세로 각종 일만 저지르고, 10년째 영화감독 지망생인 남편 상훈은 장인이나 돌보며 일하는 백수에,9살배기 아들 병국은 아빠를 삼촌이라 맹랑한 애어른이다. 용하다는 점쟁이마저 개털사주라 명명한 속 없는 이 가족은 매일 단체로 민경의 염장을 질러댄다. 어느 날 상훈은 바람기를 목격한 민경은 마침내 눈이 뒤집히고, 하늘이 무너져도 마누라만 믿고 살아온 세 남자의 태평성세에 위기가 닥치는데 정말... 이 가족 괜찮을까?

## 캐스팅

### 주요 인물
- 김유석 - 남편 상훈 역
- 김호정 - 아내 민경 역
- 이순재 - 민경 아버지 원조 역

### 주변 인물
- 강산 - 상훈 아들 병국 역
- 이승채 - 무용강사 세란 역
- 전혜진 - 지연 역
- 정지순 - 출판사 사장 역
- 최용진 - 논산 오빠 역

### 그 외 인물
- 이서현 - 임 선생 역
- 조연경 - 박 선생 역
- 조용태 - 지연 부 역
- 박은주 - 지연 모 역
- 정석용 - 점집 노인 역
- 이태훈 - 택시기사 역
- 배삼식 - 친구 1 역
- 최광일 - 친구 2 역
- 심태선 - 친구 3 역
- 김정란 - 연주 역
- 윤복인 - 예린 역
- 조주영 - 수희 역
- 오세향 - 출판사 여 역
- 임정현 - 아들 2 역
- 박현섭 - 아들 3 역
- 양영재 - 아들 4 역
- 홍정혜 - 큰 며느리 역
- 차선희 - 며느리 2 역
- 김묘진 - 며느리 3 역
- 백현주 - 며느리 4 역
- 최현숙 - 큰딸 역
- 박명신 - 딸 2 역
- 이주은 - 딸 3 역
- 문병옥 - 큰 사위 역
- 이관학 - 사위 2 역
- 이경식 - 사위 3 역
- 김경훈 - 손자 1 역
- 민선해 - 손자 2 역
- 최혜리 - 손자 3 역
- 이수인 - 약국 남 역
- 김민정 - 약사 역
- 김성권 - 의사 역
- 서광택 - 의사 역
- 김소은 - 수정 역
- 조성권 - 촬영감독 역
- 이성택 - 촬영 퍼스트 역
- 이경석 - 택배 직원 역
- 최태용 - 단편 남 역
- 황선희 - 단편 여 역
- 마리나 - 러시아 여성 역
- 박미숙 - 한복 여인/민경 어머니 역
- 김유나 - 어린 민경 역
- 최혜진 - 무용학생들 역
- 곽지현 - 무용학생들 역
- 정주희 - 무용학생들 역
- 이슬기 - 무용학생들 역
- 김유리 - 무용학생들 역
- 최노을 - 무용학생들 역
- 문수진 - 무용학생들 역
- 문달콤 - 무용학생들 역
- 심효진 - 수박 아이 역
- 임희찬 - 우는 아이 역
- 명진우 - 남자 댄서 역
- 남민경 - 여자 댄서 역

### 우정출연
- 여운계 - 본처 역
- 명계남 - 큰아들 역
- 김태용 - 장 감독 역